# Píseň o Frithiofovi
Píseň o Frithiofovi (1825, Frithiofs saga) je lyricko-epická parafráze staroislandské tzv. lživé ságy ze 14. století od švédského romantického básníka Esaiase Tegnéra. Ve dvaceti čtyřech metricky rozlišených zpěvech (byl použit například hexametr, hildebrandova strofa, blankvers, nibelunská strofa, knittelvers, aliterační verš, ottava rima, trimetr a další) básník zpracoval příběh udatného bojovníka Frithiofa, syna královského mana (leníka) Thorstena Vikingssona a jeho lásky ke krásné Ingeborg.  

## Vznik díla a jeho ohlasy
Tegnér na své parafrázi začal pravděpodobně pracovat již roku 1819 a na podzim roku 1820 vyšly v časopise Gótského spolku Iduna zpěvy XVI–XIX, které měly velký úspěch a získaly nadšenou pochvalu od básníka Atterboma. V roce 1822 vydal Tegnér v Iduně zpěvy XX–XXIV, které byly opět velice dobře přijaty. Teprve začátkem roku 1825 měl Tegnér hotových prvních patnáct zpěvů a v květnu téhož roku vyšlo básnické dílo celé. V září vyšlo druhé vydání.
Dílo vzbudilo okamžitě velkou pozornost i mimo Švédsko a přineslo Tegnérovi evropsku slávu. Obdivoval je například Johann Wolfgang von Goethe a již roku 1826 bylo přeloženo do němčiny. Do přelomu století vznikly překlady do angličtiny, arménštiny, češtiny, dánštiny, estonštiny, finštiny, francouzštiny,  islandštiny, italštiny, latiny, maďarštiny, nizozemštiny, norštiny, polštiny, rumunštiny, ruštiny a srbochorvatštiny. V samotném Švédsku vyšlo do roku 1900 šedesát vydání.

## Obsah písně
Píseň se odehrává zhruba v 8. století, ale nemá žádný historický základ.  Hlavním hrdinou písně je udatný bojovník Frithiof, syn královského mana (leníka) Thorstena Vikingssona, který miluje Ingeborg, dcerou krále Bela, se kterou vyrůstal již od dětství.
Král Bel i Thorsten Vikingsson, oba již starci, jsou přátelé a zemřou téměř současně. Dědici trůnu, Belovi synové Helge a Halfdan, odmítnou provdat svou sestru za královského mana a snaží se pro ni najít jiného, vhodnějšího ženicha. Když se o ni začne ucházet starý král Ring, vládce sousední země, zaleknou se nepříznivé věštby a pošlou jeho poselstvo s nepořízenou zpátky. Král Ring se urazí a s mocným vojskem vpadne do jejich země. Bratři ukryjí Ingeborg do chrámu boha Baldra, kde se nikdo neodváží ublížit druhému a kde se žádná žena ani muž neodváží mít milostný styk. Frithiof však mezitím navštíví Ingeborg v Baldrově chrámu a vyznává jí svou lásku.
Tys jako růže plnolistá,
jak lilije štíhlá je tvůj pas!
jsi jako vůle bohův čistá 
a jako Freja vřelá zas.
Má krásko dej mi políbení,
nech svou též duší žár můj spět,
ó pro mne země, nebes není,
když na rtu mém tvůj žehne ret. 
Druhý den nabízí Frithiof Helgovi na sněmu svou pomoc proti králi Ringovi, pokud mu dá Ingeborg za ženu. Helge však všem oznámí, že Frithiof návštěvou Baldrova chrámu tento chrám znesvětil, a jako trest mu dá úkol vymoci daň od jarla Angantyra, kterou přestal platit po smrti krále Bela. Frithiof chce na cestu vzít Ingeborg s sebou a prchnout s ní do Řecka, ale ta to odmítne, protože nechce přerušit rodinná pouta a být uprchlicí beze cti. Frithiof přijíždí k Angantyrovi, který byl přítelem jeho otce. Ten odmítne platit daň, ale věnuje Frithiofovi královský dar, měšec naplněný zlatem. 
Po návratu do vlasti zjistí Frithiof, že Helge nechal vypálit jeho dvorec a po prohrané bitvě s králem Ringem dal Ingeborg Ringovi za ženu. Při svatbě strhl Helge své sestře z ruky náramek od Frithiofa a ozdobil jím Baldrovu sochu. Frithiof přichází do Baldrova chrámu, kde se slaví Baldrův letní den (nejdelší den v roce). Omráčí Helga měšcem zlata a pokusí se sundat ze sochy boha svůj náramek. Přitom se socha skácí do obřadní hranice a dojde k požáru, při kterém celý chrám shoří společně s posvátným hájem.
Ranní teď vítr zadul v kraj
s půlnoci v nebesa širá.
Létem je zprahlý Baldrův háj,
požár je hladov a zřírá.
od suku na suk hltavou
mocí vždy dále se řítí.
Jak hrůzostrašnou záplavou
hranice Badrova svítí!. 
Frithiof se stane psancem a musí prchnout. Živí se jako viking a dostane se až do řeckých vod, ale nakonec se vrátí zpět na sever. V poutnickém šatě navštíví Ringův královský dvůr a stane se královským hostem. Při pohledu na spokojený život stárnoucího krále s Ingeborg a s jejich synem si uvědomí, že s pouhou silou a touhou po pomstě v dalším životě neobstojí. Zahodí svůj meč, když má pokušení starého krále zabít, a zachrání jeho život, když jede v saních přes jezero a praskne pod ním led. Král mu nabídne, aby se po jeho smrti oženil s Inbgeborg, převzal vládu na královstvím a chránil je pro jeho malého synka. Když se po Ringově smrti na sněmu, který má zvolit krále, ozývají hlasy, že Ringův syn je příliš malý na to, aby byl králem, prohlásí Frithiof, že chlapce bude na trůně chránit třeba sám.
Po návratu do rodného království Frithiof znovu vybuduje Baldrův chrám. Po jeho dostavění se dozví od velekněze, že král Helge je mrtev. Zahynul při tažení do Finska, když chtěl pobořit starobylý chrám boha Jumaly a zřítila se na něho jeho socha. Velekněz nabádá Frithiofa, aby se s nyní vládnocím králem Halfdanem usmířil. Oba muži si podají ruce a velekněz zruší klatbu, která byla nad Frithiofem vyslovena. 
A jak ji sjal, do chrámu vešla Ingeborg
v svatebním šatu hermelínem vroubeném,
a za ní dívky, jako hvězdy za lunou.
Se slzami v svých krásných očích padla teď
na srdce bratrovo; - on složil pohnut však
na Frithiofova prsa drahou sestru svou.
A přes boha teď oltář ruku podala 
příteli z dětství, svého srdce milenci.
Závěrečné smíření, podrobení se vzpurného individua přísnému mravnímu řádu a opětovné zařazení hrdiny do společnosti není příliš typické pro obecnou tendenci evropského romantismu, jehož tvůrci většinou oceňují sílu individuálního vzdoru a svobody jednání. Frithiofův příběh  demonstruje jednak přerod čestného, leč nerozvážného mladíka v rozumného muže, jednak důraz na správnost křesťanského přístupu k životu. Kněz obnoveného Baldrova chámu nevidí budoucnost ve službě starým a mnohdy krvelačným pohanským bohům, nýbrž v přijetí víry boha dobra a lásky Baldra, o kterém hovoří jako o bohu z jihu, který je synem panny. Ten tak se stává předobrazem vítězného nástupu Kristova učení ve Skandinávii.
Hlas jeho mír, meč láska byla, nevinnost
jak holubici měl na přílbě stříbrné.
Byl živ a učil zbožně, v smrti odpouštěl
a v světle pod palmami leží jeho hrob.
Z údolí v dol prý kráčí jeho nauka
a taví tvrdá srdce, ruce spojuje
a staví míru říš na zemi smířené.

## Adaptace

### Výtvarné umění
- Frithiofovy námluvy,  ručně kolorovaný lept od švédského malíře Anderse Lundquista pro třetí vydání Tegnérovy básně z roku 1827.
- Požár Baldrova chrámu, litografie švédského malíře Johana Holmbergssona pro vydání Tegnérovy básně z roku 1831.
- Ingeborg, olej na plátně od norského malíře Petera Nicolaie Arba z roku 1868.
- Frithiof socha od německého sochaře Maxe Ungera postavená roku 1913 v norské vesnici Vangsnes na popud německého císaře Viléma II. Socha je 10,5 metru vysoká a je umístěna na 12 metrů vysoké plošině.

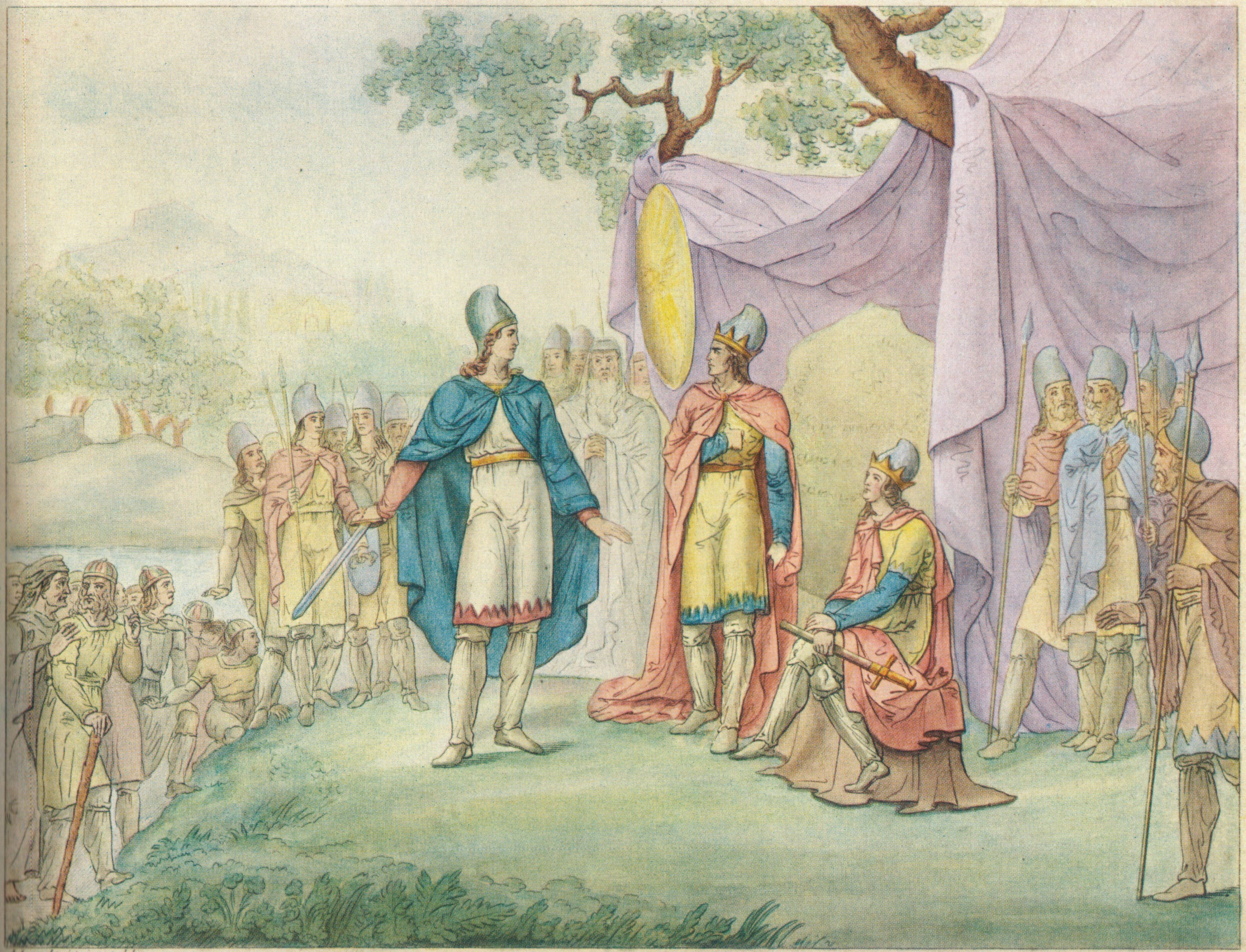
Anders Lundquis: Frithiofovy námluvy
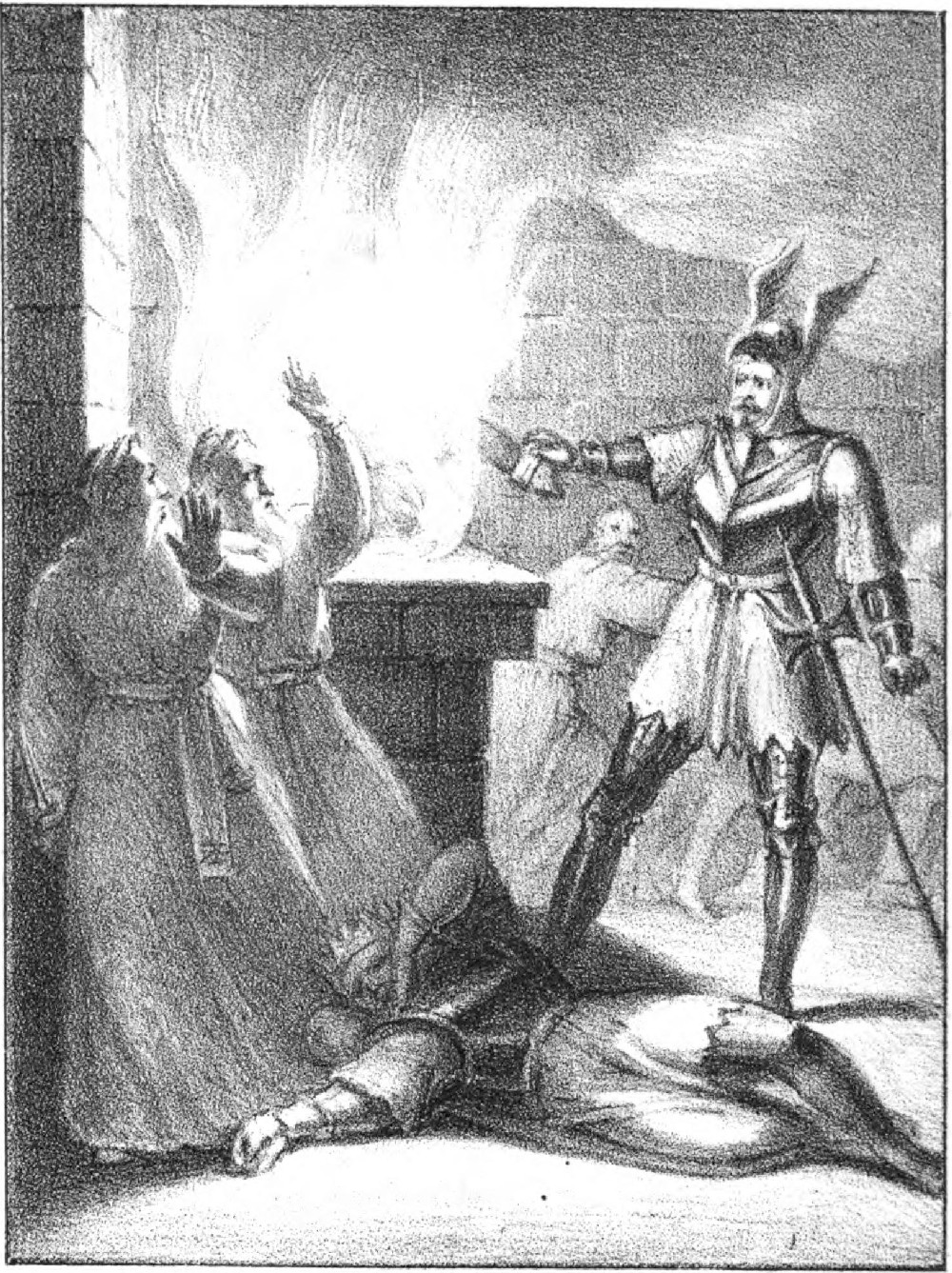
Johan Holmbergsson: Požár Baldrova chrámu
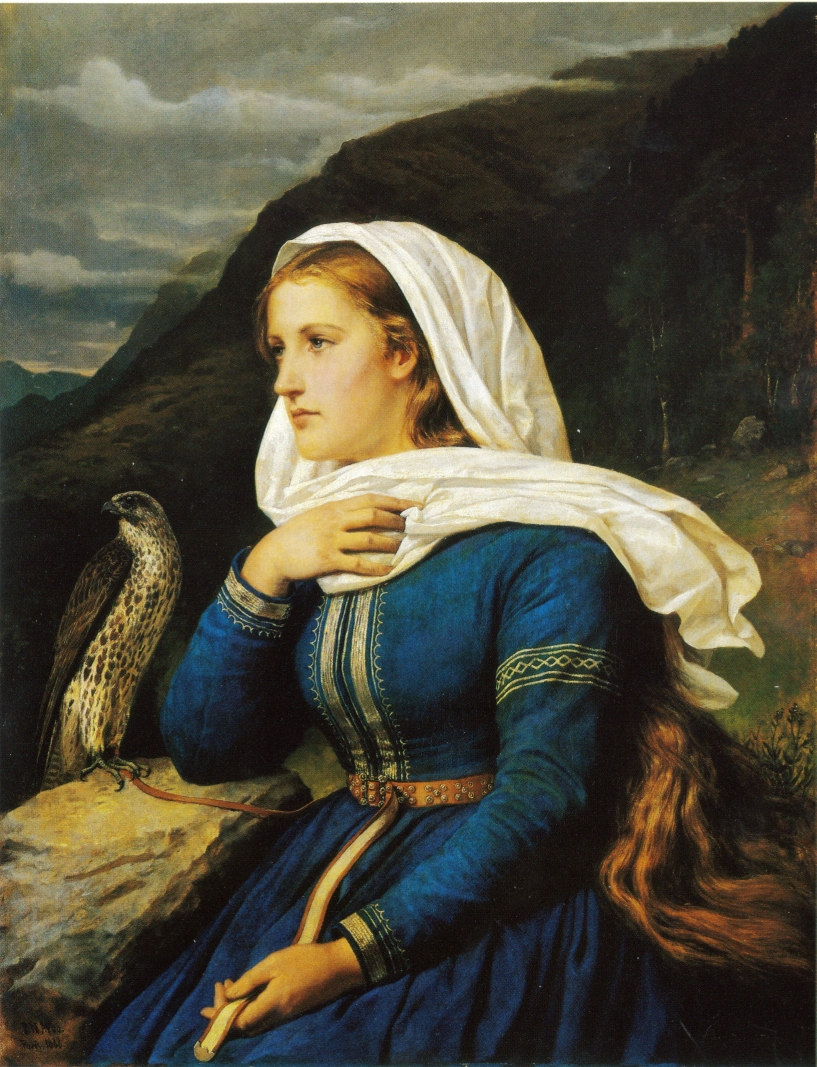
Peter Nicolai Arbo: Ingeborg
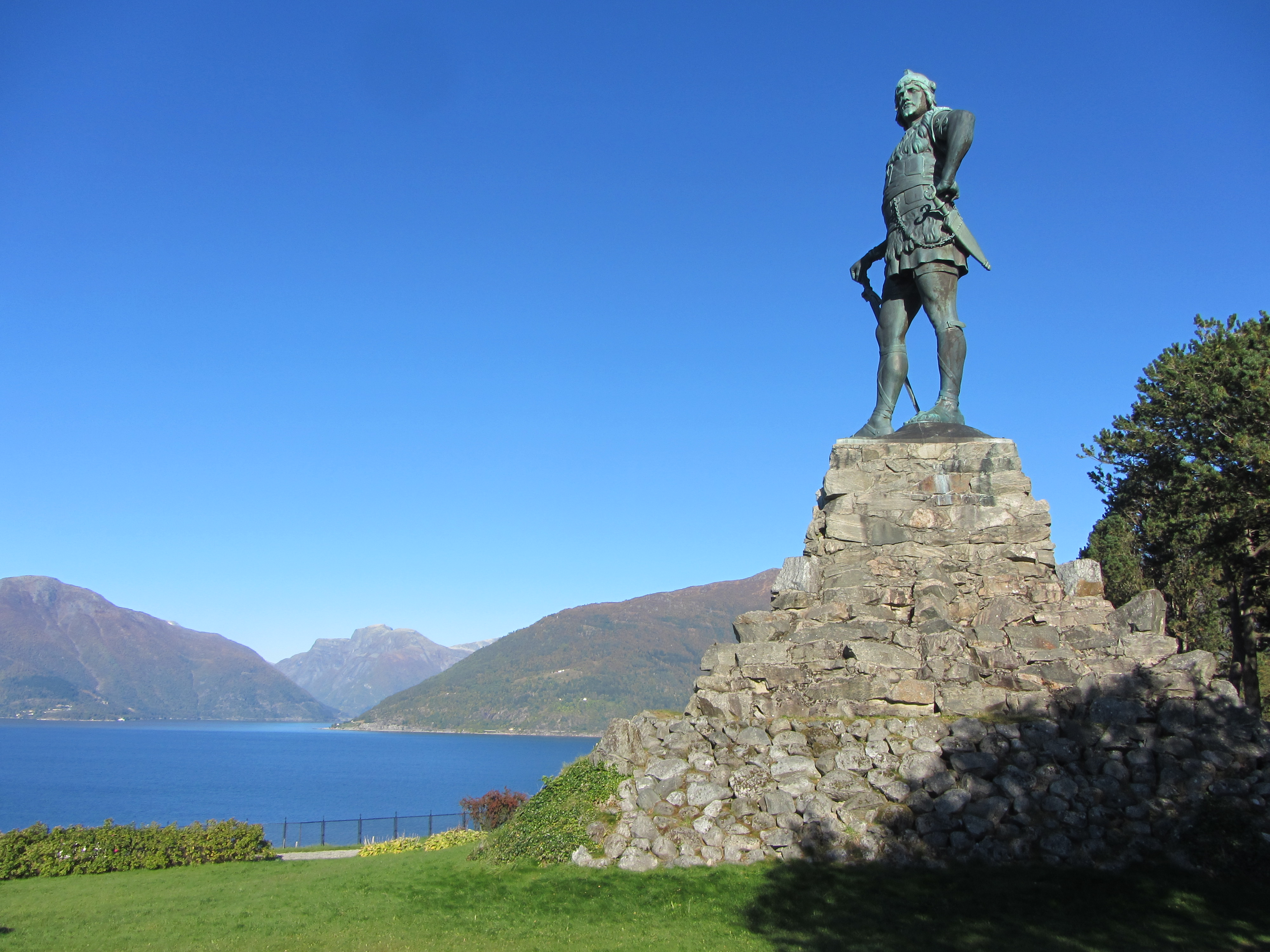
Max Unger: Frithiofova socha

### Hudba
- Kantáta Frithjof, od německého skladatele Maxe Brucha z roku 1864.[10]
- Symfonická báseň Frithijof od německého skladatele Felixe Draesekeho z roku 1865.[11]
- Symfonie Frithjof od německého skladatele Heinricha Hofmanna z roku 1874.[12]
- Symfonická báseň Frithjof's Meeresfahrt  (Ftithiofova plavba po moři) od nizozemského skladatele Johana Wagenaara.[13]
- Opera Frithjof z roku 1892 od francouzského skladatele Théodora Duboise.[14]
- Opera Frithiofs saga od švédské skladatelky Elfridy Andrée z roku 1898 na libreto Selmy Lagerlöfové.[15]

### Film
- Frithiofs Saga (1924), švédský němý film, režie Moritz Tyster.[16]

## Česká vydání
- Píseň o Frithiofovi. Praha: Jan Otto 1891, přeložil Josef Václav Sládek.